# Lynndie England

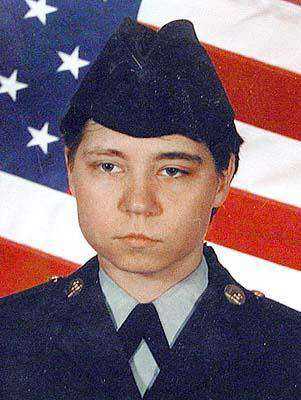
Lynndie England (etwa 2000)

Lynndie Rana England (* 8. November 1982 in Flatwoods, Kentucky) ist eine ehemalige US-amerikanische Armeeangehörige. Sie war als Specialist (E-4) Angehörige der 372. Militärpolizeigruppe der US Army und wurde im Zusammenhang mit dem Abu-Ghuraib-Folterskandal während des Irakkriegs bekannt.

## Leben
England wuchs als Tochter eines Bahnarbeiters in Fort Ashby in West Virginia in einfachen Verhältnissen auf. Dort lebt sie in einer Wohnwagensiedlung gemeinsam mit ihren Eltern und ihrem 2004 geborenen Sohn, dessen Vater Charles Graner ist.

## Misshandlung von Gefangenen

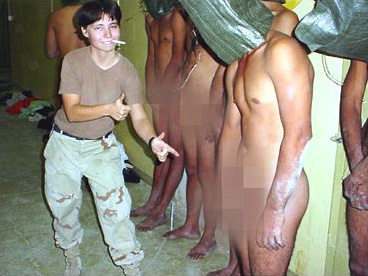
Lynndie England zeigt auf den Penis eines Häftlings. Aufnahme vom 8. November 2003

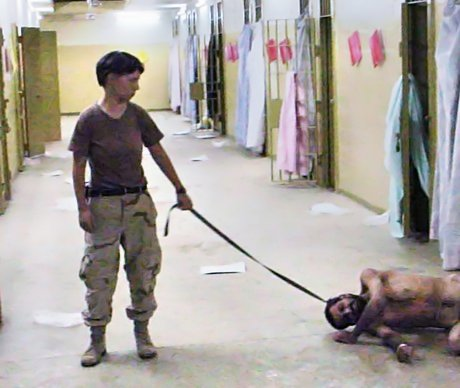
Lynndie England mit einem gefangenen Iraker

Im Mai 2004 gelangten Berichte und Fotos in die Medien, die belegten, dass US-amerikanische Militär- und Geheimdienstmitarbeiter Gefangene in dem Abu-Ghuraib-Gefängnis nahe Bagdad gefoltert hatten. Dies rief weltweit bei Regierungen und in den Medien große Empörung über das Verhalten der US-amerikanischen Beteiligten und Verantwortlichen hervor.
Durch die Berichte kam auch England in den Verdacht, Gefangene im irakischen Abu Ghuraib-Gefängnis misshandelt zu haben, und wurde wegen Häftlingsmisshandlung angeklagt. England äußerte sich daraufhin in Fernsehinterviews. Dort bestritt sie die Echtheit der Fotos nicht, betonte aber, dass ihr die Handlungen auf den Fotos von ranghöheren Personen befohlen worden seien.

“England maintains that she was goaded into posing for the photographs by her then lover and more senior fellow soldier, Charles Graner. ‘They said in the trial that authority figures really intimidate me. I always aim to please.’”

Ein Foto zum Beispiel zeigt England lächelnd im Vordergrund, eine Zigarette im Mundwinkel, während sie auf den Penis eines bis auf einen über den Kopf gezogenen Sack nackten, zum Masturbieren gezwungenen Gefangenen zeigt und einen „Daumen hoch“ gibt. Ein weiteres Foto beispielsweise zeigt England mit einer Hundeleine in der Hand. Am anderen Ende der Leine ist ein nackter, auf dem Boden liegender Mann zu sehen.

## Verhandlung und Haft

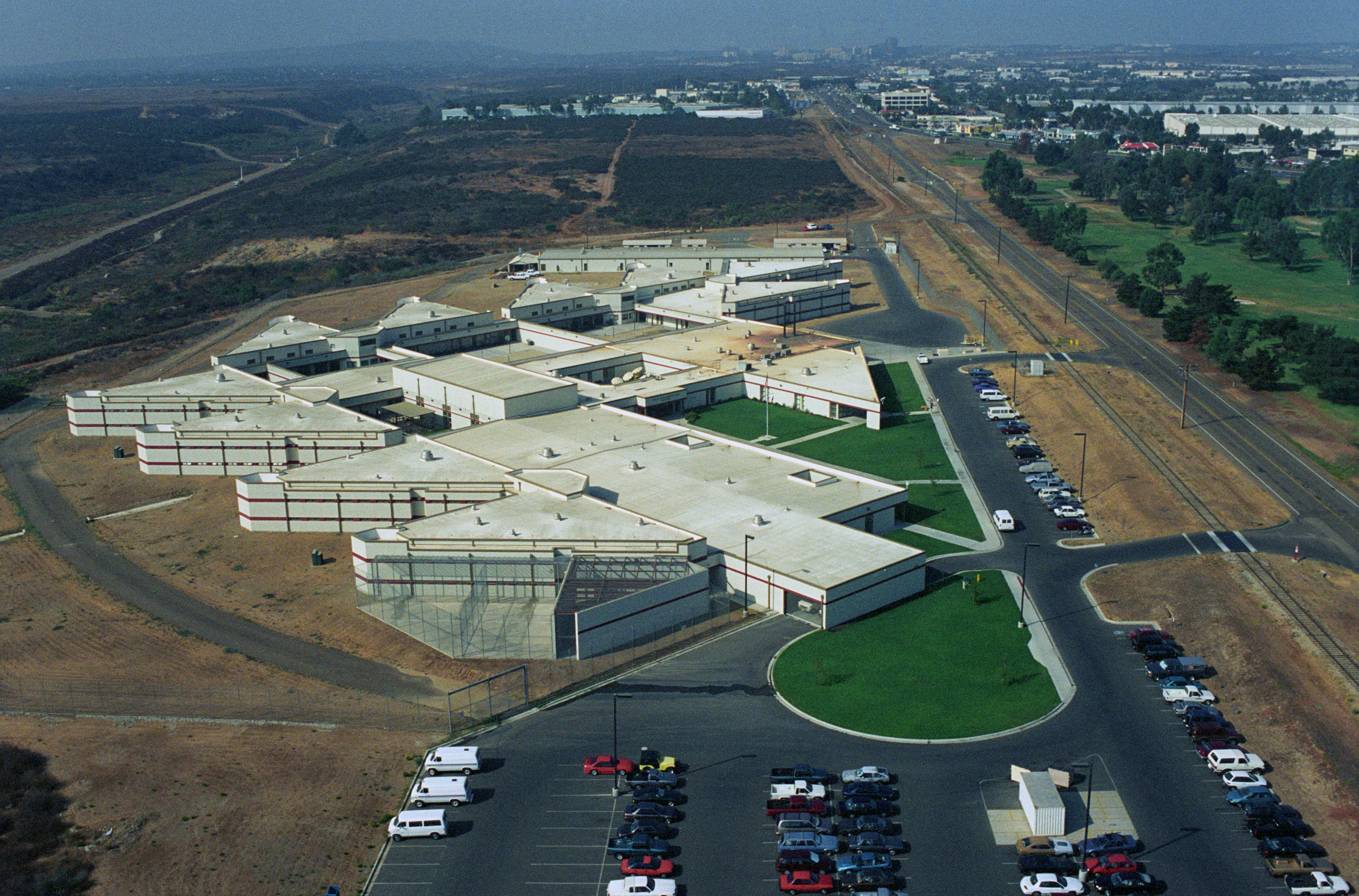
Militärgefängnis Naval Consolidated Brig Miramar (1995)

Die erste Anhörung fand am Dienstag, dem 3. August 2004, vor der Militärkommission am Stützpunkt Fort Bragg (North Carolina) statt. England wurde von den Anwälten Rose Mary Zapor und Roy Hardy vertreten, die eine Spendensammlung zur Deckung der Anwaltskosten eingerichtet hatten. Der Fall wurde an ein Militärgericht des Judge Advocate General’s Corps verwiesen. England und weiteren Angeklagten, unter anderem dem Vater ihres Kindes, dem ebenfalls wegen Kriegsverbrechen angeklagten und im Januar 2005 verurteilten Charles Graner, drohten bei einem Schuldspruch mehr als 30 Jahre Haft.
In einer neuerlichen Verhandlung am 3. Mai 2005 vor dem Militärgericht in Fort Hood (Texas) bekannte sie sich auf Anraten ihres Verteidigers in sieben von neun Anklagepunkten für schuldig. Die letzten beiden Anklagepunkte wurden daraufhin fallen gelassen. Durch die Einigung mit den Anwälten sank die mögliche Höchststrafe von 16,5 auf 11 Jahre. Das Gericht wies das Schuldeingeständnis Englands am 4. Mai 2005 zurück.
Am 26. September 2005 wurde England vom Militärgericht in sechs von sieben Anklagepunkten schuldig gesprochen. Vor der Urteilsverkündung gab sie an, von ihrem damaligen Freund Charles Graner für seine Fotos benutzt worden zu sein. Am 27. September 2005 legte das Gericht das endgültige Strafmaß fest und verurteilte England zu drei Jahren Haft. Das Gericht blieb damit mit seinem Urteil sechs Jahre unter der Forderung der Ankläger. England wurde seit ihrer Verurteilung in der Küche des Militärgefängnisses Naval Consolidated Brig Miramar bei San Diego beschäftigt, wo sie ihre Strafe verbüßte.

## Leben nach der Haft
Nach 521 Tagen Haftzeit kam sie im März 2007 auf Bewährung frei. Sie wurde zum Ende der Strafzeit im September 2008 unehrenhaft aus der US Army entlassen.
Mitte Juni 2009 gab sie der Daily Mail ein Interview, in dem sie keine Reue zeigte und erklärte, im Besitz weiterer 800 Folterfotos zu sein, die bei ihrer Veröffentlichung der US-Armee sehr schaden könnten.